# Valerij Bolotov
Valerij Dimitrijevitj Bolotov (ryska: Валерий Дмитриевич Болотов), född 13 februari 1970 i Stachanov (då Kadiyivka), Ukrainska SSR, Sovjetunionen, död 27 januari 2017 i Moskva, var ledare för Folkrepubliken Lugansk. Han skottskadades vid ett attentat 13 maj 2014, två dagar efter en folkomröstning om Donetsks och Luhansks framtida status.
Folkrepubliken Lugansk utropades i april 2014 av proryska federalister på ett massmöte i Luhansk. Demonstranterna krävde då amnesti för alla de gripna företrädarna för den proryska proteströrelsen i östra Ukraina, att ryskan ska få status som statsspråk i Ukraina och att där skulle hållas folkomröstning om regionernas autonomi. Folkomröstningen genomfördes 11 maj 2014.
Sju dagar senare valdes Bolotov (som dessförinnan fungerat som "folkets guvernör" i Luhansk oblast) till president i Folkrepubliken Lugansk.